# Humberto Aguilar Coronado
Marco Humberto Aguilar Coronado (Poza Rica de Hidalgo, Veracruz; 25 de marzo de 1963) es un político mexicano, miembro del Partido Acción Nacional. Fue senador por Puebla en el periodo de 2006 a 2012.
Conocido como  “El Tigre”, es licenciado en Ciencias Políticas y maestro en Mediación, Negociación, y Resolución de Conflictos por la Universidad Carlos III de Madrid. 
Autor de las Obras “Principios en Acción” y “La Negociación, ¿es necesaria en la política?, editadas por Miguel Ángel Porrúa. 
Ha Ocupado en el Comité Ejecutivo Nacional del Partido Acción Nacional, los cargos de secretario de Organización; secretario general adjunto; secretario de Elecciones; y jefe de Negociación para la Alianza por el Cambio (2000).
Ha sido diputado federal y local en Puebla, senador de la República, donde fue miembro de la Junta de Coordinación Política y subcoordinador de Procesos Legislativos y Debate Parlamentario. 
En la Administración Pública, fue director general de Gobernación del Municipio de Puebla; director general de Gobierno de la Secretaría de Gobernación Federal; subsecretario de Gobernación. 
Fue Coordinador Nacional de Marko Cortés en la Campaña para elegir Presidente Nacional del Partido Acción Nacional en 2018. 
Actualmente es director general de la Fundación Rafael Preciado Hernández. 
Miembro activo del Partido Acción Nacional desde 1982. Actualmente es consejero estatal y nacional vitalicio del Partido Acción Nacional.

## Estudios
Licenciado en Ciencias Políticas por la Universidad Popular Autónoma del Estado de Puebla (UPAEP).
Maestro en Mediación, Negociación y Resolución de Conflictos por la Universidad Carlos III de Madrid, España.

## Cargos de elección popular
- Diputado federal  a la LV Legislatura (1991-1994).
- Diputado a la LIV Legislatura del Congreso del Estado de Puebla, electo para el período 1999-2002, cargo que dejó en 2000 para ocupar algunas responsabilidades en el gobierno federal encabezado por el expresidente mexicano Vicente Fox.
- Senador de la República por el Estado de Puebla para las LX y LXI Legislaturas del Honorable Congreso de la Unión (2006-2012).
- En tal cargo fue  Miembro de la Junta de Coordinación Política, Presidente de la Comisión de Reforma del Estado, Subcoordinador de Proceso Legislativo y Debate Parlamentario en el Grupo Parlamentario del PAN, y miembro de las Comisiones de Gobernación y Relaciones Exteriores sección Europa.
- También fue Presidente del Instituto de Investigaciones Legislativas de la Cámara de Senadores del Honorable Congreso de la Unión.

## Cargos administrativos municipales y estatales
- Director general de Gobernación del Ayuntamiento de la ciudad de Puebla en 1996.
- Subcoordinador de Asesores del C. Gobernador del Estado de Jalisco 1997-1998

## Cargos administrativos en el gobierno federal
- Director general de Apoyo a Instituciones y Organizaciones Políticas, Sociales y Civiles de la Secretaría de Gobernación (2001).
- Director general de Gobierno de la Secretaría de Gobernación (2001-2003).
- Subsecretario de Desarrollo Político de la Secretaría de Gobernación (2003), y
- Subsecretario de Enlace Legislativo de la Secretaría de Gobernación (2003-2005).

## Publicaciones
- Articulista en el Diario Monitor
- Colaborador de diversos medios de comunicación en el Estado de Puebla
- Colaborador en las revistas La Nación y Bien Común
- Autor de las obras "Principios en Acción" y "La Negociación, ¿es necesaria en la política?" editadas por Miguel Ángel Porrúa, librero-editor 2012 y 2018

## Cargos y actividades partidistas
- Consejero Nacional y Consejero Estatal vitalicio del PAN desde 2015.
- Secretario General Adjunto del Comité Ejecutivo Nacional del PAN 1995.
- Secretario de Acción Electoral del Comité Ejecutivo Nacional del PAN 1999-2000.
- Representante del PAN ante el Consejo General del IFE, 1994-1995.
- Candidato a Senador por Puebla, cargo en el que fue elegido en 2006.